# Duccio di Buoninsegna
Duccio Di Buoninsegna, italijanski slikar, (okrog * 1255/1260, † 1318/1319. 
Verjetno se je rodil v Toskani. Bil je oče in zadnji mojster sienske slikarske šole, ki je ohranjala bizantinsko tradicijo, in prvi predrenesančni slikar, ki se je poskušal osvoboditi trdnih shem bizantskega slikarstva. Aktiven je bil v Sieni v Toskani.
V sakralnih kompozicijah je slikal idealizirane like, okoli katerih je, še vedno na zlatem ozadju, poskušal ustvariti atmosfero in globlji prostor pri prizorih krajine in vedut mest. Bil je Giottov sodobnik.

## Življenje
Čeprav je o Ducciju in njegovem življenju še veliko neznanega, obstaja več dokumentov o njem in njegovem življenju kot o drugih italijanskih slikarjih njegovega časa. Znano je, da se je rodil in umrl v mestu Siena, večinoma pa je bil dejaven tudi v okolici Toskane. Druge podrobnosti o njegovem zgodnjem življenju in družini so tako negotove kot o njegovi zgodovini.
Eden od načinov za obnovo Ducciove biografije so njegovi sledovi v arhivih, v katerih je zapisano, kdaj je nastal dolg ali denarna kazen. Obstajajo zapisi, ki pravijo, da je bil poročen in imel sedem otrok. Relativna številčnost arhivskih omemb je zgodovinarje prepričala, da je imel težave z upravljanjem svojega življenja in denarja, bil je namreč zadolžen, živel v težkih razmerah. Zaradi njegovih dolgov se je Ducciova družina po njegovi smrti oddaljila od njega.
Druga pot do izpolnitve Ducciove biografije je analiza del, ki mu jih z gotovostjo lahko pripišemo in iz dokazov v njegovem slogovnem razvoju, z analizo njegovega sloga, datuma in lokacije del itd. Zaradi vrzeli, v katerih se Ducciovo ime že leta ne omenja v sienskih zapisih, znanstveniki domnevajo, da je morda potoval v Pariz, Assisi in Rim.
Kljub temu so bili njegovi umetniški talenti dovolj, da so zasenčili njegovo neorganiziranost kot državljana, in je že v času življenju zaslovel. V 14. stoletju je Duccio postal eden najbolj priljubljenih in radikalnih slikarjev v Sieni.

## Umetniška pot
Kje in s kom je Duccio študiral bo vedno stvar razprave, a z analizo njegovega sloga in tehnike umetnostni zgodovinarji lahko omejijo področje. Mnogi verjamejo, da je študiral pri Cimabueju. Med letoma 1275 in 1285 se je najbrž učil v slikarski delavnici mojstra Cimabueja. Drugi menijo, da je morda potoval v Konstantinopel in se tam učil neposredno od bizantinskih mojstrov, saj je njegov slikarski slog zelo podoben bizantinski umetnosti.
Malo je znanega o njegovi slikarski karieri pred njegovim prvim dokumentiranim naročilom iz leta 1278, ko je bil pri 23 letih najet, da poslika 12 lesenih plošč za knjigovodske knjige. To delo je izgubljeno. Okrog 1300 je Duccio postal eden izmed najbolj favoriziranih in radikalnih slikarjev v Sieni.
Čeprav je bil Duccio aktiven od 1268 do približno 1311, je ohranjenih le 13 njegovih del. Samo dve Ducciovi ohranjeni deli sta zagotovo datirani. Obe sta bili veliko javno naročilo: "Rucellaijeva Madona" (galerija Uffizi), naročena v aprilu 1285. Naročila jo je Compagnia del Laudesi di Maria Vergine za kapelo v cerkvi Santa Maria Novella v Firencah in Maestà naročilo za glavni oltar stolnice v Sieni leta 1308 in končana do junija 1311.

## Slog
Ni povsem gotovo, ali je Duccio slikal tudi freske. Njegova znana dela so lesne table, pobarvane z jajčno tempero in okrašene z zlatimi listi. Razlikoval se je od svojih sodobnikov in umetnikov pred njim po tem, da je bil mojster tempere in je uspel osvojiti medij s tankočutnostjo in natančnostjo. Ducciov slog je bil v nekaterih pogledih podoben bizantinski umetnosti, z zlatimi ozadji in znanimi verskimi prizori, vendar pa tudi drugačen in bolj eksperimentalen. Ducciove slike imajo tople barve in so privlačne. Njegova dela so lepa, z nežnimi podrobnostmi, intarzijami z dragulji in skoraj okrašenimi tkaninami. Duccio je bil tudi mojster za kompleksno organizacijo prostora. Liki so bili organizirani posebej in namensko. V sliki Rucellaijeva Madonna (okrog 1285) gledalec vidi vse te lastnosti pri igri. Duccio je začel mehčati ostre linije bizantinske umetnosti in zmehčal figure. Uporabil je modeliranje (igral se je s svetlimi in temnimi barvami), da bi razkril like pod težko draperijo; roke, obraz in noge so postali bolj zaobljeni in tridimenzionalni.
Duccio je bil eden prvih slikarjev, ki je like umestil v arhitekturni prostor. Začel je raziskovati globino in prostor. Rafinirano je prikazal čustva, česar ni bilo videti pri drugih slikarjih tistega časa. Liki nežno in mehko komunicirajo med seboj, tako da niso več Kristus in Devica, ampak mati in otrok. S tem se spogleduje z naturalizmom, čeprav so njegove slike še vedno navdihujoče. Zdi se, da so liki hkrati iz tega sveta in nebeški. Njegov vpliv je mogoče zaslediti v delih mnogih drugih slikarjev, kot so Simone Martini in brata Ambrogio Lorenzetti ter Pietro Lorenzetti.

## Galerija
- Oznanjenje
- Spremenjenje
- Triptih
- Beg v Egipt
- Prepir z učitelji v templju
- Križanje
- Lazarjevo obujenje
- Samarijanka
- Maestà

## Znana ohranjena dela
- Maestà (Marija z otrokom na prestolu, z dvajsetimi angeli in devetnajstimi svetniki) - Tempera in zlato na tabli, Museo dell'Opera Metropolitana, Siena
- Marija z detetom - Tempera in zlato na tabli, Metropolitan Museum of Art, New York (uradno v Stoclet Collection, Bruselj, Belgiija)[11][13]
- Madona z detetom - Tempera in zlato na tabli, Museo d'arte sacra della Val d'Arbia, Buonconvento, blizu Siene
- Gualino Madonna  - Tempera in zlato na tabli, Galleria Sabauda, Torino
- Madona z otrokom in dva angela (tudi Crevole Madonna; okoli 1280) - Tempera in zlato na tabli, Museo dell'Opera Metropolitana, Siena
- Madona z otrokom na prestolu in šest angelov (okoli 1285) - znana tudi kot Rucellaijeva Madona - Tempera in zlato na les, Galerija Uffizi, Firence, Italija (iz Santa Maria Novella)
- Križanje - Tempera na tabli, Odescalchi Collection, Rim, formalno v Castello Orsini v Bracciano
- Križanje (Grosseto) (1289), - Cerkev sv. Frančiška, Grosseto
- Madona od Frančiškanov (okoli 1300) - Tempera in zlato na tabli, Pinacoteca Nazionale, Siena
- Vnebovzetje, pokop in kronanje Marije - vitraž, Sienska stolnica
- Maestà - Tempera in zlato na tabli - Kunstmuseum, Bern, Švica
- Marija z detetom in šest angelov - Tempera in zlato na tabli, Galleria Nazionale dell'Umbria, Perugia, Italija
- Poliptih: Marija in otrok s sv. Avguštinom, Pavlom, Petrom, Dominikom, štirimi angeli in Kristusov blagoslov (tudi Dossale no. 28; okoli 1305) - Tempera na tabli, Pinacoteca Nazionale, Siena
- Poliptih no. 47: Madonna in otrok s sv. Agnes, Janez Evangelist, Janez Krstnik in Marija Magdalena; deset očakov in preroki, z blagoslovom Kristusa - Tempera in zlato na tabli, Pinacoteca Nazionale, Siena
- Predaja gradu Giuncarico - Freska, Palazzo Pubblico, Siena
- Maestà z epizodo iz Kristusovega pasijona - Tempera in zlato na tabli - Duomo, Massa Marittima, Italija
- Mali triptih: Bičanje Kristusa; Križanje z angeli; Polaganje v grob - Tempera in zlato na tabli, Società di Esecutori di Pie Deposizioni, Siena
- Mali triptih: Marija in otrok s štirimi angeli, svetniki Dominikom, Agnes in sedem prerokov  - Tempera in zlato na tabli - National Gallery, London
- Prenosni oltar: Križanja z blagoslovom Kristusa; Sv Nikolaj; Sv. Gregor - Tempera in zlato na tabli, Museum of Fine Arts, Boston, ZDA[14]
- Mali triptih: Križanje z angeli; Oznanjenje in Marija z detetom in angeli; Stigme svetega Frančiška z Marijo in Kristus na prestolu  - Tempera in zlato na tabli, Royal Collections, Hampton Court, blizu Londona
- Maestá (Skušnjava Kristusa na gori)  - Tempera in zlato na tabli - Frick Collection, New York

## Literatuta
- Beck, James (2006). Duccio to Raphael. European Press Academic Publishing. ISBN 8883980433.
- Smart, Alastair (1978). The Dawn of Italian Painting 1250–1400. Oxford: Phaidon. ISBN 0714817694.
- Bellosi, Luciano (1999). Duccio: The Maestà. New York: Thames and Hudson. ISBN 9780500237717.
- Bellosi, Luciano; Ragionieri, Giovanna (2003). Duccio di Buoninsegna. Giunti Editore. ISBN 9788809032088.
- Jannella, Cecilia (1991). Duccio di Buoninsegna. Scala/Riverside. ISBN 9781878351180.